# Ordsprog
Ordsprog er nogle få linjer prosa, der indeholder en vurdering eller forklaring af almen gyldighed.

## Definition
Ordsprog er en genrebetegnelse, der bruges dels bredt om faste sproglige vendinger i almindelighed, dels snævert og mere fagligt om udbredte anonyme sætninger, der har en fast og prægnant ofte billedlig form, og som med  almen gyldighed udtrykker en bestemt forklaring eller vurdering af en given menneskelig situation.
Den snævre definition bygger på, at ordsprog er faste vendinger, der er mindre eller større end en enkelt sætning, falder uden for definitionen. Til de mindre hører de ordsproglige talemåder, fx "købe katten i sækken", til de ordsproglige sammenligninger, fx "forslå som en skrædder i Helvede".

### Wellerisme
Wellerismerne (opkaldt efter Sam Weller i Charles Dickens' "Pickwick Klubben") er ikke egentlige ordsprog, fordi de har tre led: et udsagn (ofte i sig selv et ordsprog), en angivelse af, hvem der siger det, og en angivelse af i hvilken situation det bliver sagt. Fx "Der skal nogen til det værste, sagde drengen, han skulle i skole".

## Udbredelsen af ordsprog
Ordsprog er udbredte sætninger både kronologisk og geografisk.
Kravet udelukker såvel døgnfluerne som de særsproglige størrelser, der ikke bruges uden for snævre kredse, argot, og mundheld af en enkelt person. 
Et ordsprog skal være gammelt, men ikke nøjere dateret. 
Det henter vægt og selvfølgelighed fra en tradition, som er uden begyndelse og ende. De meget hyppigt brugte ordsprog findes ofte på mange andre sprog, fx "Hvad man ikke har i hovedet, skal man have i benene".
At ordsprog er anonyme sætninger afgrænser genren over for fx aforismer og bevingede ord, som kan henføres til en bestemt ophavsmand. Det enkelte ordsprog har naturligvis også oprindeligt en individuel ophavsmand, men hans identitet kan ikke bestemmes. Anonymiteten er en styrke ved ordsproget: Det er let at argumentere mod, hvad et enkelt menneske mener, hvorimod de anonyme læresætninger fremstår med hele den kollektive erfarings almengyldighed.

### Almengyldigheden
At ordsprog har en fast og prægnant form, hænger sammen med både almengyldigheden og overleveringsformen.
Den enkelte sprogbruger kan ikke ændre et ordsprog uden at svække dets argumentationskraft, som er afledt af traditionen. Ordsprog udtrykker i afklaret form det endegyldigt fastslåede, og ikke med kreativ elegance det individuelt observerede. I nyere tid har omdannede, ofte parodierede, ordsprog bredt sig, fx "Den, der synder, sover ikke", men herved taber ordsproget sin autoritet og er blevet til en vittighed. Ordsprog skal huskes; derfor skal de formes efter mnemoteknikkens regler og erfaringer: korte, ofte rytmiske, med bogstavrim og enderim og opbygget over modsætninger eller paralleller.

### Billedlige udtryksformer
Kravet om billedlig form opfattes undertiden absolut, således at kun en sætning som "Tomme tønder buldrer mest", der ikke bruges om tønder, men om mennesker, betegnes som ordsprog, mens en ikke-billedlig sætning som "Hver dag har nok i sin plage" ikke regnes med til de egentlige ordsprog. Denne opfattelse er i modstrid både med indholdet af de trykte ordsprogssamlinger og med karakteren af den mundtlige ordsprogstradition. Både de billedlige og de ikke-billedlige erfaringssætninger er ordsprog, men de billedlige har ofte en særlig anskuelighed og kategorisk overbevisningskraft, idet den almindelige erfaring, der kan iagttages inden for billedets ramme, overføres til den konkrete situation.

### Situationsbundne
At kravet om almengyldighed bestemmes som tilsyneladende, hænger tæt sammen med, at ordsprog udtrykker en bestemt forklaring eller vurdering af en given situation. Ordsprog er situationsbundne: de forklarer og vurderer en situation ved at anskue den ud fra brugerens aktuelle behov. Det betyder, at ordsprogenes visdom kun tilsyneladende er absolut, for en nøjere betragtning er den relativ. Det ses tydeligt af de mange  ordsprog, der udtrykker helt modsatte vurderinger: "Lige børn leger bedst" mens "Modsætninger mødes".
Når situationen, som ordsproget perspektiverer, efter definitionen skal være personificeret, er det for at kunne afgrænse ordsprogene fra andre erfaringssætninger fx om vejret: "Når solen går ned i en sæk, står den op i en bæk". Eller om agerbrug, "Af marts' grøde kommer intet i lade". Disse bondepraktika har ordsprogsform, men ikke ordsprogsfunktion.

## Historisk overlevering af ordsprog
Ordsprog er en oprindelig mundtlig form, der bruges af næsten alle folkeslag. Hos sumererne forekommer ordsprog i skrevne tekster fra omkring 2500 f.Kr., og de første nedskrevne samlinger kendes også herfra. I den kristne verden finder en stadig vekselvirkning mellem mundtlig og skriftlig overlevering sted. Bag de mange bibelske ordsprog ligger en mundtlig tradition, og gennem den hellige tekst udbredes ordsprogene i både mundtlig og skriftlig anvendelse. Ved kirkens og skolens virksomhed blev ordsprog i middelalderen oversat fra latin til folkesprogene og fra folkesprogene til latin, så den skriftlige og den mundtlige overlevering blandedes. I de ældste trykte danske samlinger som Peder Låles og Peder Syvs, findes både folkeligt og litterært stof, der er kilder for senere tiders både mundtlige og skriftlige ordsprogsbrug. I den største danske samling ordsprog fra folketraditionen, Evald Tang Kristensens Danske Ordsprog og Mundheld (1890), findes ganske meget stof fra skrifttraditionen. 

### Gamle ordsprog
En del af de gamle ordsprog bruges fortsat i deres traditionelle form. Men parodiske omdannelser bliver desværre stadig almindeligere, og nye ordsprog i den brede betydning af ordet kommer til, specielt fra reklame- og politikersprog. Disse nye ordsprog kan benævnes fyndord, f.eks. "Holger og konen siger nej til Unionen". Se også gnome.

## Latinske ordsprog
- Homo homini lupus est (Mennesker er som ulven er mod andre mennesker)
- Aegiptus est Nili donum (Egypten er nilens gave)
- A bonis bona disce (Lærdom er godt for gode mennesker).
- A bove maiore discit arare minor (Stor tyr lærer lille tyr at pløje).
- Arbor ex fructu cognoscitur (Af frugten kan træet kendes).
- A puro fonte defluit aqua pura (Af rene kilder udspringer rent vand).
- Absque argento omnia vana (Uden penge er alt ubrugeligt).
- Acerba sunt bella fratrum (Brødres kamp er uden medfølelse).